# Ikhtaben
 (juillet 2014).
Ikhtaben (qui se prononce « ertaven »[réf. nécessaire]) est un village kabyle qui se situe dans le nord de l'Algérie, plus précisément près d'Adekar. Il fait partie de la commune d'Adekar, wilaya de Béjaïa.